# 布勒托
布勒托（法語：Breteau，法語發音：[bʁəto]）是法国卢瓦雷省的一个市镇，位于该省东南部，和约讷省接壤，属于奥尔良区。

## 地理
布勒托（47°40'58"N, 2°53'35"E）面积16.45 平方千米，位于法国中央-卢瓦尔河谷大区卢瓦雷省，该省份为法国中北部省份，北起埃松省，西北接厄尔-卢瓦省，西南接卢瓦-谢尔省，南至涅夫勒省和谢尔省，东临约讷省，东北接塞纳-马恩省。
与布勒托接壤的市镇（或旧市镇、城区）包括：罗尼-莱塞特埃克吕斯、布莱诺、尚普莱、皮赛地区达马里、特雷泽河畔乌祖埃。
布勒托的时区为UTC+01:00、UTC+02:00（夏令时）。

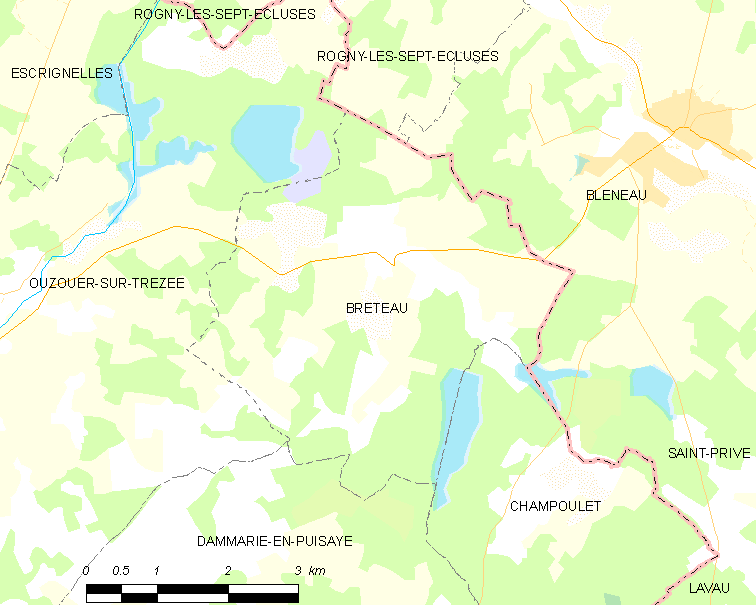
布勒托的OSM定位图

## 行政
布勒托的邮政编码为45250，INSEE市镇编码为45052。

## 政治
布勒托所属的省级选区为日安县。

## 交通
卢瓦雷省省道D47线经过境内。

## 人口

1962-2008年间布勒托人口变化图示

布勒托于2022年1月1日时的人口数量为95人。